# Facheiroa
Facheiroa es un género de plantas suculentas perteneciente a la familia Cactaceae. Contiene 8 especies aceptadas y son nativas de Brasil.

## Descripción
Las especies de este género presentan un crecimiento arbustivo o arbóreo con una ramificación muy densa. Desarrollan un tronco corto y alcanzan alturas de entre 5 y 8 m. Los tallos tienen forma cilíndrica y adoptan una disposición que va de ascendente a erecta. Cada tallo posee entre 12 y 25 costillas estrechas, sobre las cuales se ubican areolas con un número variable de espinas.
En las zonas florales aparece una estructura lanosa y erizada denominada cefalio, presente en posición lateral y con forma deprimida o superficial, salvo en Facheiroa squamosa, que carece de ella.
Las flores tienen forma tubular y están cubiertas por pequeñas escamas imbricadas (similares a tejas). Se abren durante la noche, con el pericarpelo y el tubo floral densamente recubiertos de pelos. Los segmentos del perianto son cortos y los estambres inferiores cierran parcialmente la cámara nectarífera.
Los frutos son carnosos, esféricos y semitransparentes, con colores que van del verde al marrón o morado. Permanecen cerrados y contienen pulpa jugosa en su interior. Las semillas miden entre 1 y 1,2 mm de largo y entre 0,7 y 0,9 mm de ancho. Presentan forma ovalada y son color marrón a marrón negruzco. Tienen la superficie semimate, con una ligera tuberculosidad y una cutícula finamente plisada.
Las plantas requieren mucho calor , por lo que rara vez se ven en cultivo.

## Distribución
El área de distribución nativa de este género es Brasil.

## Taxonomía
El género fue descrito por los botánicos estadounidenses Nathaniel Lord Britton & Joseph Nelson Rose y publicado en The Cactaceae; descriptions and illustrations of plants of the cactus family 2: 173 en 1920.
Etimología
Facheiroa: nombre genérico que deriva de la palabra portuguesa facheiro, que es el nombre común que se utiliza en Brasil para nombrar algunos cactus de este género.

## Especies aceptadas
Actualmente, el género Facheiroa consta de 8 especies aceptadas según Plants of the World Online (POWO):
| Imagen | Nombre científico                                | Distribución                                       |
| ------ | ------------------------------------------------ | -------------------------------------------------- |
|        | Facheiroa bahiensis (Britton & Rose) N.P.Taylor  | Brasil (de Piauí a Tocantins)                      |
|        | Facheiroa bragaia N.P.Taylor                     | Nordeste de Brasil (Bahía)                         |
|        | Facheiroa braunii Esteves                        | Nordeste de Brasil (Bahía)                         |
|        | Facheiroa cephaliomelana Buining & Brederoo      | Brasil (Suroeste de Bahía y norte de Minas Gerais) |
|        | Facheiroa markgrafii (Backeb. & Voll) N.P.Taylor | Sudeste de Brasil (Minas Gerais)                   |
|        | Facheiroa phaeacantha (Gürke) N.P.Taylor         | Brasil (Bahía y norte de Minas Gerais)             |
|        | Facheiroa squamosa (Gürke) P.J.Braun & Esteves   | Nordeste de Brasil (Pernambuco y Bahía)            |
|        | Facheiroa ulei (K.Schum.) Werderm.               | Nordeste de Brasil (Bahía)                         |